# Carlos Antonio Solís
Carlos Solís (Callao, Perú, 4 de mayo de 1945) es un exfutbolista peruano que jugaba de delantero.

## Trayectoria
Se inició jugando en la Liga del Callao en el Jorge Washington. Luego jugó en Sport Boys Association, Foot Ball Club Melgar y en el Club Atlético Chalaco.
Tras su retiro como futbolista fue entrenador principal e interino del Sport Boys. También dirigió las divisiones menores de Sport Boys y Academia Cantolao.

## Clubes

### Como jugador
| Club             | País      | Temporada |
| ---------------- | --------- | --------- |
| Jorge Washington | Perú      | 1962      |
| Ciclista Lima    | Perú      | 1963      |
| Sport Boys       | Perú      | 1964-1972 |
| Melgar           | Perú      | 1973      |
| Unión Tumán      | Perú      | 1974      |
| Atlético Chalaco | Perú      | 1975      |
| Valencia         | Venezuela | 1976      |

### Como entrenador
| Club                       | País | Temporada |
| -------------------------- | ---- | --------- |
| Sport Boys Association     | Perú | 1985      |
| Sport Boys Association (i) | Perú | 1994      |

(i): interino